# The Fades (serie de televisión)
The Fades es una serie británica de drama sobrenatural de la cadena BBC Three y BBC HD. Originalmente anunciada para estrenarse en septiembre de 2010 con el título de Touch, la serie fue creada por Jack Thorne, también creador de Skins.
La primera temporada consta de 6 episodios y fue estrenada el 21 de septiembre de 2011. El 7 de abril de 2012, se dio a conocer que la BBC Three había decidido no renovar la serie para una segunda temporada.

## Argumento
La serie se centra en Paul, un joven socialmente torpe que se ve atormentado por continuas pesadillas relacionadas con el Apocalipsis y que a pesar de buscar ayuda ni su terapeuta ni su mejor amigo, Mac, consiguen descubrir los motivos de estas. A esta situación se le suma el hecho de que Paul comienza a ver espíritus, seres conocidos como The Fades. Cuando Polus, un enojado y vengativo espíritu ha conseguido atravesar la barrera de entre los vivos y los muertos, abriendo el camino para que otros lo sigan, le toca a Paul detenerlos y evitar que los espíritus destruyan el futuro de la humanidad.
En el camino, Paul y Mac se encuentran con Neil, un guerrero que lucha contra las fuerzas sobrenaturales y que se convierte en una especie de mentor para Paul; y con Helen, una mujer que tiene habilidades que pueden ayudar a los dos amigos en su misión. Mark, el profesor de historia de Paul, también se verá ligado a esta situación ya que Sarah, su esposa y amiga de Neil y Helen ha desaparecido a causa de estos espíritus.

## Personajes
- Iain De Caestecker como Paul Roberts.
- Joe Dempsie como John.
- Natalie Dormer como Sarah Etches.[4]
- Tom Ellis como Mark Etches.
- Johnny Harris como Neil Valentine.
- Daniel Kaluuya como Mac Armstrong.
- Daniela Nardini como Helen Marshall.
- Claire Rushbrook como Meg Roberts.
- Lily Loveless como Anna Roberts.
- Sophie Wu como Jay.
- Ian Hanmore como Polus.
- Jenn Murray como Natalie.

## Recepción
El primer episodio de la serie fue recibido gratamente, considerando que es una serie de BBC3, con 0,7 millones de espectadores.
Michael Deacon, del periódico Telegraph, describió el episodio piloto como "prometedor". Mientras Ben Dowell, quien escribe para The Guardian opinó: "Es difícil no ver BBC3 y pensar que los canales que están dirigidos a los menores de 35 años están emergiendo como un lugar para la audacia y la innovación en la televisión del Reino Unido".